# Санта-Тересита
Санта-Тересита (исп. Santa Teresita) — курортный город в Аргентине в провинции Буэнос-Айрес. Относится к муниципалитету Ла-Коста, образует агломерацию с соседним городом Мар-дель-Тую.

## История
Основателем города является адвокат Ласаро Фрейденберг. Однажды, оказавшись в этих местах, он оценил их потенциал в качестве места отдыха, и решил, что его доходов и юридических знаний хватит на то, чтобы основать в этих местах курорт. Найдя единомышленников, он разработал план развития города, который был утверждён властями провинции 3 марта 1946 года. Будущий город был назван в честь святой Терезы из Лизьё (являющейся одной из четырёх женщин, удостоенных титула Учитель Церкви); также на выбор названия повлияло то, что жену владельца лавки в этих местах звали Терезой, и это имя в связи с этим местом было знакомо окрестным жителям.
Город быстро развивался: в 1960 году в нём проживало 547 человек, в 1970 — 3340, а в 1980 — 6240. В связи с развитием курортных городов восточного побережья провинции Буэнос-Айрес, они в 1978 году были выделены в отдельный муниципалитет, получивший название «Ла-Коста» («Прибрежный»).